# Белградський Будинок Молоді
Белградський Будинок Молоді або Dom omladine Beograda (DOB) — молодіжний культурний центр в Белграді. В ньому прогодить велика кількість програм із сучасного мистецтва і культури, а також навчально-освітні програми: близько 1000 різних програм за рік, які відвідує більше 180,000 чоловік молоді. DOB намагається охопити всі види мистцетва: проза, поезія, музика, театр, кінофільми, образотворче мистецтво, нові медіа та інше.
Гнучкість і відкритість до будь-яких пропозицій відноситься не тільки до приміщень DOB, але і до високих стандартів виробництва і концепції програми.
Функції центру — це бути платформою для промоції нових артистів, ідей та ініціатив.
Крім того, Белградський молодіжний центр є місцем зустрічі для вітчизняних і зарубіжних митців, і об'єднує представників різних культурних сцен. Будинок Молоді є членом численних місцевих, регіональних та міжнародних культурних мереж.
Він був заснований в 1964 під егідою секретаря культури Зборів міста Белграда. Асамблея надає основне фінансування для центру.

## Історія
На розі вулиць Дечанської та Македонської, де сьогодні знаходиться Молодіжний центр, була розташована кав'ярня "Гініч". Одна з найпопулярніших кав'ярень Белграда в часи свого розквіту, вона була місцем збору журналістів і репортерів газети "Політика", яка знаходилася неподалік. У приміщенні був заснований сатиричний журнал Ošišani jež ("Голений їжак"). Поруч з "Гінічем" знаходилася інша кафана - "Прозор". Будинки на першому поверсі були знесені, щоб звільнити місце для набагато вищої будівлі Молодіжного центру.
З 2006 по 2011 рік будівля Белградського молодіжного центру зазнала реконструкції.

## Приміщення
Будинок Молоді розташований в центрі Белграда, біля Площі Республіки. Для своїх програм, вона має:
- Великий зал (520 сидячих місць або 1200 стоячих місць),
- Американа-Хол (300 сидячих місць або 800 стоячих місць),
- Клуб (100 сидячих місць або 300 стоячих місць),
- Художня галерея,
- Кімната для дебатів (60 сидячих місць) і
- Американський куточок.

Окремо від цієї будівлі, DOB також має Magacin на вулиці Кралевіца Марка — колишній склад недалеко від центру міста з більш ніж 5000 квадратних метрів площі.

## Організація
діяльність організована в п'яти центрах:
- Центр розвитку музики,
- Центр візуальних мистецтв та мультимедіа,
- Центр освіти та інтерактивного спілкування,
- Центр Видавництва, і
- Лабораторія ініціатив — Мистецтво та творчість необмежені.